# Зимина, Мария Михайловна
Мария Михайловна Зимина́ (род. 11 сентября 1963, Москва) — советская и российская артистка театра и кино.
Заслуженная артистка Российской Федерации (2001).

## Биография
Родилась 11 сентября 1963 года в Москве в семье актёров Михаила Зимина и Светланы Мизери. В 1985 году окончила Театральное училище имени Щепкина (курс В. Б. Монахова), дипломная работа — Елена Прекрасная («Снегурочка» А. Островского). Затем работала во МХАТе имени Горького (1986—1990), Московском историко-этнографическом театре (1988—1989), театре «Сопричастность» (с 1990).

## Роли в театре

### МХАТ им. Горького
- 1986 — «Синяя птица» М. Метерлинка — Фея, Свет, Вода
- 1987 — «Три сестры» А. П. Чехова — Ирина
- 1987 — «На дне» М. Горького — Наташа
- 1988 — «Валентин и Валентина» М. Рощина — Катюша, Очкарик
- 1989 — «Провинциальная история» Л. Росеба — Зизи

### Московский историко-этнографический театр
- 1988 — «Час воли божией» Н. Лескова
- 1988 — «Снегурочка» А. Островского

### Театр «Сопричастность»
- 1990 — «Иосиф Сталин. Трагедия вождя и народа» О. Бенюха — Аллилуева
- 1991 — «Затмение (Дурацкая жизнь)» С. Злотникова — Люся
- 1992 — «Тайна заколдованного портрета» М. Панфиловой-Рыжиковой — Кошка
- 1992 — «Отравленная туника» Н. С. Гумилёва — Зоя, с 1996 - Феодора
- 1994 — «Месье Амилькар» Ива Жамиака — Виржиния, с 2017 - Элеонора
- 1995 — «Любовь — книга золотая» А. Н. Толстого — Княгиня
- 1995 — «Голос за тонкой стеной» А. Матвеева — Лиза
- 1997 — «Без солнца» («На дне») М. Горького — Василиса Карповна
- 1998 — «Таланты и поклонники» А. Н. Островского — Смельская
- 2000 — «Кровавая свадьба» Ф. Гарсиа Лорки — Невеста
- 2001 — «Вишнёвый сад» А. П. Чехова — Раневская
- 2003 — «Молчанье — золото» Педро Кальдерона — Элеонор
- 2009 — «Провинциалка» И. С. Тургенева — Дарья Ивановна
- 2018  - "Девочка, где ты живешь?" М.Рощин - Белая Лошадь
- 2019 - "Волчий круг" В.А.Иванов-Таганский - Капитолина

## Фильмография
- 1985 — Вариант «Зомби» — Белая Дама
- 1987 — Дни и годы Николая Батыгина — эпизод
- 2005 — Кулагин и партнёры несколько ролей
- 2011 — До суда "Котик" и еще несколько ролей